# Institut des musées nationaux du Rwanda
L'Institut des musées nationaux du Rwanda (en kinyarwanda : Ingoro Ndangamurage z'u Rwanda) est un organisme créé le 18 septembre 1989 en tant qu'institution d'État du Rwanda, afin de fournir aux musées et aux sites du patrimoine historique et culturel du pays une plate-forme d'apprentissage et de partage d'expériences, ainsi que pour la collecte, la préservation, la recherche et l'exposition de la culture et des sites naturels et historiques et modernes du Rwanda,. 

## Musées
L'Institut des musées nationaux du Rwanda compte huit musées : 
- Musée ethnographique dans le district de Huye
- Musée d'art de Rwesero (Musée d'art du Rwanda situé à  Kicukiro - Kanombe)
- Musée du Palais royal à Nyanza-Rukari
- Kandt House Museum à Kigali-Nyarugenge
- Musée de l'environnement[3] à Karongi (Kibuye)
- Musée Kwigira à Nyanza-Rwesero
- Parc du Musée de la libération nationale à Gicumbi-Mulindi
- Musée de la campagne contre le génocide à Gasabo-Kigali (parlement)